# Baby Love DC
Albums de Jean-Louis Murat
Baby Love
(2020) La Vraie Vie de Buck John
(2021)
Baby Love DC est un album musical de Jean Louis Murat sorti le 30 octobre 2020 sur le label PIAS.
Il est présenté comme « la version "déconfinée" de Baby Love, avec des chansons de l’album Baby Love en version acoustique ainsi que trois titres inédits », dont une reprise d'Adriano Celentano.

## Liste des titres de l'album
1. Le Mec qui se la donne – 3 min 19 s
2. Prince ahuri – 3 min 20 s
3. L'Arc-en-ciel (Arcobaleno) – 3 min 16 s
4. Rester dans le monde –
5. Tony Joe – 2 min 24 s
6. Que dois-je en penser  – 1 min 53 s
7. Si je m'attendais – 3 min 01 s
8. La Princesse of the Cool  – 2 min 33 s

## Musiciens ayant participé à l'album
- Jean-Louis Murat : chant, guitares, claviers, chœurs
- Denis Clavaizolle : piano, claviers, enregistrement, mixage
- Eric TOURY : enregistrement,

## Accueil critique
Le titre L'Arc-en-ciel, reprise d'Adriano Celentano, reçoit un accueil enthousiaste des Inrockuptibles dans une chronique intitulée.